# Aire d'attraction de Die
L'aire d'attraction de Die est un zonage d'étude défini par l'Insee pour caractériser l’influence de la commune de Die sur les communes environnantes. Publiée en octobre 2020, elle se substitue à l'aire urbaine de Die, qui comportait 10 communes dans le zonage de 2010.

## Définition
L'aire d'attraction d'une ville est composée d’un pôle, défini à partir de critères de population et d’emploi ainsi que d’une couronne constituée des communes dont au moins 15 % des actifs travaillent dans le pôle. Le pôle d’attraction constitue ainsi un point de convergence des déplacements domicile-travail,.

## Géographie
L’aire d'attraction de Die est une aire intra-départementale qui comporte 27 communes dans la Drôme. 

### Carte

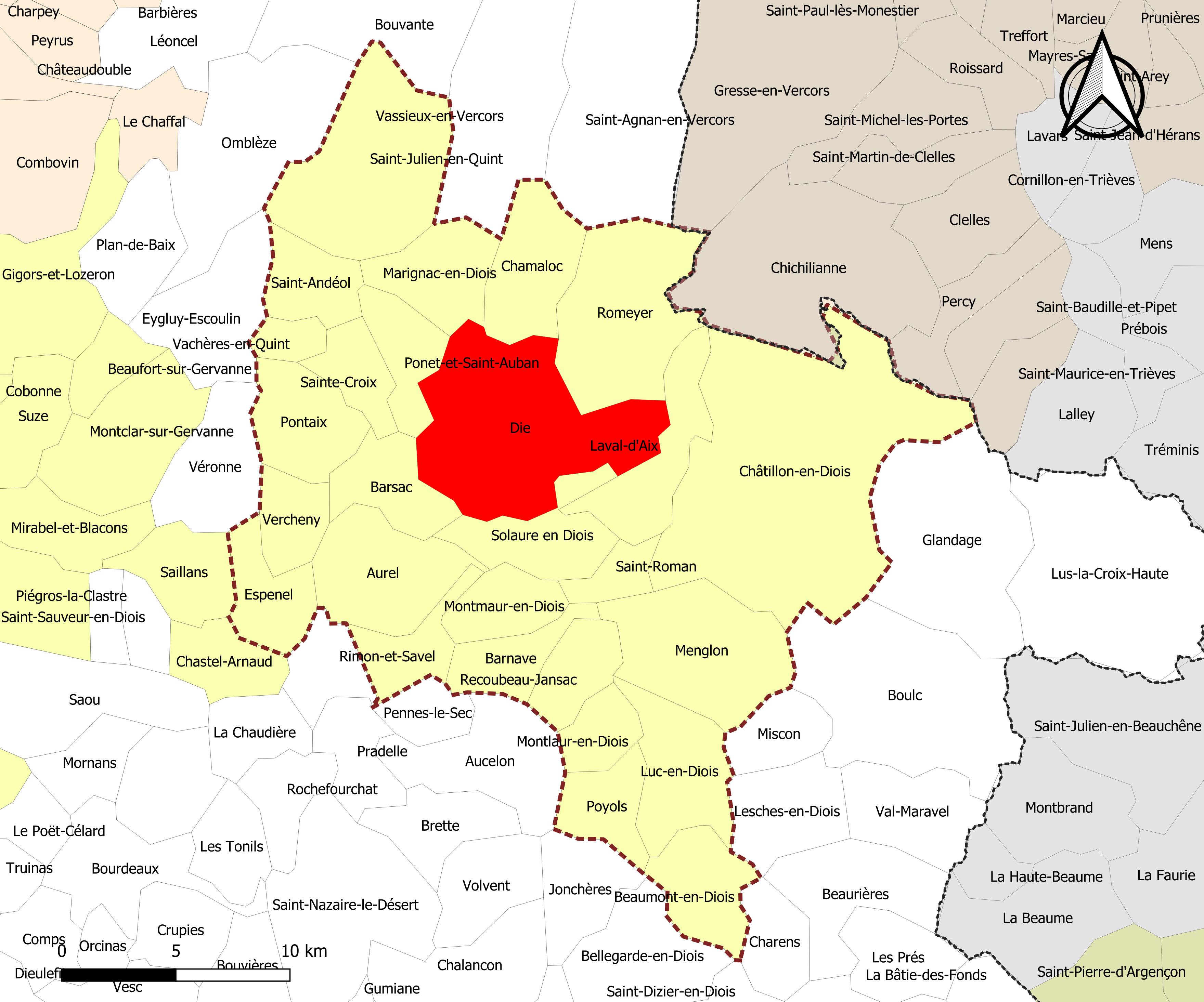
Carte de l'aire d'attraction de Die.
Commune-centre
Commune de la couronne

### Composition communale
| Nom                   | Code Insee | Département | Statut                 | Superficie (km2) | Population (dernière pop. légale) | Densité (hab./km2) | Modifier                                    |
| --------------------- | ---------- | ----------- | ---------------------- | ---------------- | --------------------------------- | ------------------ | ------------------------------------------- |
| Die (commune-centre)  | 26113      | Drôme       | commune-centre         | 57,28            | 4 796 (2022)                      | 84                 | modifier les données · modifier les données |
| Solaure en Diois      | 26001      | Drôme       | commune de la couronne | 19,36            | 444 (2022)                        | 23                 | modifier les données · modifier les données |
| Aurel                 | 26019      | Drôme       | commune de la couronne | 26,26            | 262 (2022)                        | 10,0               | modifier les données · modifier les données |
| Barnave               | 26025      | Drôme       | commune de la couronne | 13,06            | 216 (2022)                        | 17                 | modifier les données · modifier les données |
| Barsac                | 26027      | Drôme       | commune de la couronne | 15,58            | 152 (2022)                        | 9,8                | modifier les données · modifier les données |
| Beaumont-en-Diois     | 26036      | Drôme       | commune de la couronne | 17,65            | 102 (2022)                        | 5,8                | modifier les données · modifier les données |
| Chamaloc              | 26069      | Drôme       | commune de la couronne | 21,89            | 121 (2022)                        | 5,5                | modifier les données · modifier les données |
| Châtillon-en-Diois    | 26086      | Drôme       | commune de la couronne | 110,06           | 659 (2022)                        | 6,0                | modifier les données · modifier les données |
| Espenel               | 26122      | Drôme       | commune de la couronne | 15,06            | 189 (2022)                        | 13                 | modifier les données · modifier les données |
| Laval-d'Aix           | 26159      | Drôme       | commune de la couronne | 20,05            | 112 (2022)                        | 5,6                | modifier les données · modifier les données |
| Luc-en-Diois          | 26167      | Drôme       | commune de la couronne | 23,49            | 589 (2022)                        | 25                 | modifier les données · modifier les données |
| Marignac-en-Diois     | 26175      | Drôme       | commune de la couronne | 18,26            | 226 (2022)                        | 12                 | modifier les données · modifier les données |
| Menglon               | 26178      | Drôme       | commune de la couronne | 36,47            | 538 (2022)                        | 15                 | modifier les données · modifier les données |
| Montlaur-en-Diois     | 26204      | Drôme       | commune de la couronne | 9,72             | 140 (2022)                        | 14                 | modifier les données · modifier les données |
| Montmaur-en-Diois     | 26205      | Drôme       | commune de la couronne | 12,80            | 95 (2022)                         | 7,4                | modifier les données · modifier les données |
| Ponet-et-Saint-Auban  | 26246      | Drôme       | commune de la couronne | 13,21            | 143 (2022)                        | 11                 | modifier les données · modifier les données |
| Pontaix               | 26248      | Drôme       | commune de la couronne | 19,68            | 176 (2022)                        | 8,9                | modifier les données · modifier les données |
| Poyols                | 26253      | Drôme       | commune de la couronne | 13,35            | 89 (2022)                         | 6,7                | modifier les données · modifier les données |
| Recoubeau-Jansac      | 26262      | Drôme       | commune de la couronne | 12,96            | 327 (2022)                        | 25                 | modifier les données · modifier les données |
| Rimon-et-Savel        | 26266      | Drôme       | commune de la couronne | 12,31            | 22 (2022)                         | 1,8                | modifier les données · modifier les données |
| Romeyer               | 26282      | Drôme       | commune de la couronne | 41,46            | 231 (2022)                        | 5,6                | modifier les données · modifier les données |
| Saint-Andéol          | 26291      | Drôme       | commune de la couronne | 13,37            | 83 (2022)                         | 6,2                | modifier les données · modifier les données |
| Sainte-Croix          | 26299      | Drôme       | commune de la couronne | 10,78            | 101 (2022)                        | 9,4                | modifier les données · modifier les données |
| Saint-Julien-en-Quint | 26308      | Drôme       | commune de la couronne | 47,35            | 163 (2022)                        | 3,4                | modifier les données · modifier les données |
| Saint-Roman           | 26327      | Drôme       | commune de la couronne | 7,10             | 231 (2022)                        | 33                 | modifier les données · modifier les données |
| Vachères-en-Quint     | 26359      | Drôme       | commune de la couronne | 5,14             | 35 (2022)                         | 6,8                | modifier les données · modifier les données |
| Vercheny              | 26368      | Drôme       | commune de la couronne | 11,19            | 450 (2022)                        | 40                 | modifier les données · modifier les données |

## Démographie
Cette aire est catégorisée dans les aires de moins de 50 000 habitants, une catégorie qui regroupe 12,2 % de la population au niveau national,.